# Martin Artz
Martin Artz (* 1981 in Geldern) ist ein deutscher Wirtschaftswissenschaftler und Hochschullehrer.

## Leben
Artz studierte von 2001 bis 2006 er an Universität Mannheim Betriebswirtschaftslehre  und schloss als Diplom-Kaufmann ab. Anschließend war er dort als wissenschaftlicher Mitarbeiter bis 2010 tätig und wurde 2010 mit der Dissertation Controlling in Marketing und Vertrieb: Planung, Budgetierung und Performance Measurement zum Dr. rel. pol. promoviert. Seine Dissertation wurde sowohl mit dem Péter Horváth-Dissertationspreis 2010 der Péter Horváth-Stiftung (Stuttgart), als auch mit dem Dissertationspreis der Stiftung Marketing der Universität Mannheim 2010 ausgezeichnet. Von 2010 bis 2014 war er weiter als wissenschaftlicher Assistent an der Mannheimer Universität tätig.
Artz wechselte 2014 an die Frankfurt School of Finance & Management. Dort war er zunächst Assistant Professor und ab 2015 Associate Professor für Controlling und Unternehmenssteuerung. Seit 2018 lehrt er dort als Adjunct Professor. Daneben ist er außerdem seit 2014 als Gastprofessor an der Universität Bern am Institut für Unternehmensrechnung und Controlling tätig. 2016 erhielt er das Jackstädt-Fellowship in Betriebswirtschaftslehre der Dr. Werner Jackstädt-Stiftung.
Artz folgte 2018 einem Ruf an die Universität Münster als Professor für Controlling und Unternehmenssteuerung. Ebenfalls wurde er 2018 mit dem Reviewer of the Year Award der Zeitschrift Business Research ausgezeichnet.
Seine Forschungsschwerpunkte sind Zielsetzung und Budgetierung, Erfolgsmessung und Incentivierung sowie Organisationsdesign, insbesondere im Kontext kundenfokussierter Unternehmen. Dabei ist eine zentrale Fragestellung, wie man Mitarbeiter und Führungskräfte in Unternehmen dazu bringen kann, die langfristigen Ziele eines Unternehmens umzusetzen.
Artz ist Gründer und Gesellschafter von Zielnavigator, eines Unternehmens mit gleichnamiger Software zur Zielsetzung und Zielerreichung mit Fokus auf mittelständische Unternehmen.

## Schriften (Auswahl)
- Controlling in Marketing und Vertrieb. Planung, Budgetierung und Performance Measurement. Gabler, Wiesbaden 2010, ISBN 978-3-8349-2416-2.
- mit Christian Homburg und Jan Wieseke: Marketing Performance Measurement Systems: Does Comprehensiveness Really Improve Performance? In: Journal of Marketing, 76 (3) 2012, S. 56–77.
- mit Christian Homburg und Laura Ehm: Measuring and Managing Consumer Sentiment in an Online Community Environment. In: Journal of Marketing Research, 52 (5) 2015, S. 629–641.
- mit Markus Arnold: The use of a single budget or separate budgets for planning and performance evaluation. In: Accounting, Organizations and Society, 2019 (73), S. 50–67.